# DECTPU
DECTPU, plným názvem DEC Text Processing Utility je jazyk vyvinutý firmou Digital Equipment Corporation (DEC) pro programování textových editorů. DECTPU je distribuováno s operačním systémem OpenVMS. Je navrženo tak, aby mohlo být používáno i na textovém terminálu nebo konzoli, takže není nutné používat DECwindows.
Pomocí DECTPU jsou implementovány editory Language-Sensitive Editor (LSE) a Extensible Versatile Editor (EVE) z roku 1986. EVE zahrnuje emulátor celoobrazovkového editoru EDT.